# Harpo
Jan Harpo Torsten Svensson, född 5 april 1950 i Brännkyrka församling, Stockholm, är en svensk sångare och artist som slog igenom 1973 med låten "Honolulu". Under 1970-talet hade han flera låtar på topplistor i såväl Sverige som utomlands, bland andra "Sayonara", "Moviestar" och "Horoscope".
Svensson kallades Harpo efter Harpo Marx redan i barndomen, och det blev sedan hans artistnamn.
Harpo gör fortfarande (2017) omkring 30–40 framträdanden om året i Tyskland där publiken förväntar sig att han skall uppträda barfota, och med en käpp försedd med en ringklocka, eftersom det var hans gimmick på 1970-talet. Under 2021 var han en av deltagarna i underhållningsprogrammet Så mycket bättre.

## Diskografi
- Leo the Leopard (1974)
- Harpo & Bananaband (1975)
- Moviestar (1975)
- Smile (1976)
- Harpo Hits! (1977)
- The Hollywood Tapes (1977)
- Jan Banan och hans flygande matta (1978)
- Råck änd råll rätt å slätt (1979)
- 20 bästa (1980)
- The Fool of Yesterday (1981)
- Let's Get Romantic (1984)
- Harpo (1988)
- Hemliga lådan (1990)
- Portrait of Harpo (1991)
- Harpo (1992)
- Samlade hits (1995)
- Movie Star (1996)
- Moviestar (1996)
- Harpohits! (1997)
- Klassiker (2003)
- Jan Harpo Svensson 05 (2005)
- Songwriter (2021)